# マリーナ・オズワルド・ポーター
マリーナ・ニコラーイェフナ・オズワルド・ポーター（英: Marina Nikolayevna Oswald Porter、1941年7月17日 - ）は、第35代アメリカ合衆国大統領ジョン・F・ケネディ暗殺犯とされる、リー・ハーヴィー・オズワルドの未亡人。ソビエト連邦出身でアメリカ合衆国へ帰化している。旧姓はプルサコワ（英: Prusakova、ロシア語: Марина Николаевна Прусакова）。オズワルドがソビエト連邦へ一時亡命していた際に結婚し、彼の帰国に伴ってアメリカ合衆国へ移住した。夫が引き起こしたとされるケネディ大統領暗殺事件には関与しておらず、暗殺事件とオズワルドの死から2年後に再婚している。

## 幼少期
彼女は、マリーナ・ニコラーイェフナ・プルサコワとして、ソビエト連邦の北西部に位置するアルハンゲリスク州モロトフスク（現在のセヴェロドヴィンスク）で生まれた。ウォーレン委員会報告書に掲載された1963年12月の聴取によると、幼いうちにモロトフスクから州都アルハンゲリスクへ移って、7歳まで祖父母と暮らし、その後ズグリツァ（現モルドバ、当時はソ連）で暮らしていた実母・継父の元へ移った（夫妻の間には、マリーナの異父弟と異父妹がいた）。1952年には一家でレニングラードへ移り、薬学を学んで1959年6月に薬剤師資格を取得した。その後ソビエト連邦内務省の大佐だったおじのイリヤ・プルサコフ (Ilya Prusakov) を頼ってミンスクへ移っている。

## オズワルドとの生活
彼女がリー・ハーヴィー・オズワルド（元アメリカ海兵隊員でソビエト連邦へ亡命していた）と出会ったのは、1961年3月17日に開かれたダンスの場であった。出会って6週後には結婚し、翌年には長女ジューン・リー (June Lee) が生まれている。1962年6月、一家はアメリカ合衆国へと移り、テキサス州ダラスに居を構える。1963年2月のパーティで、夫妻の生活を支援していたジョージ・ド・モーレンシルトから、ロシア語の生徒となるクエーカーの女性ルース・ペインを紹介された。

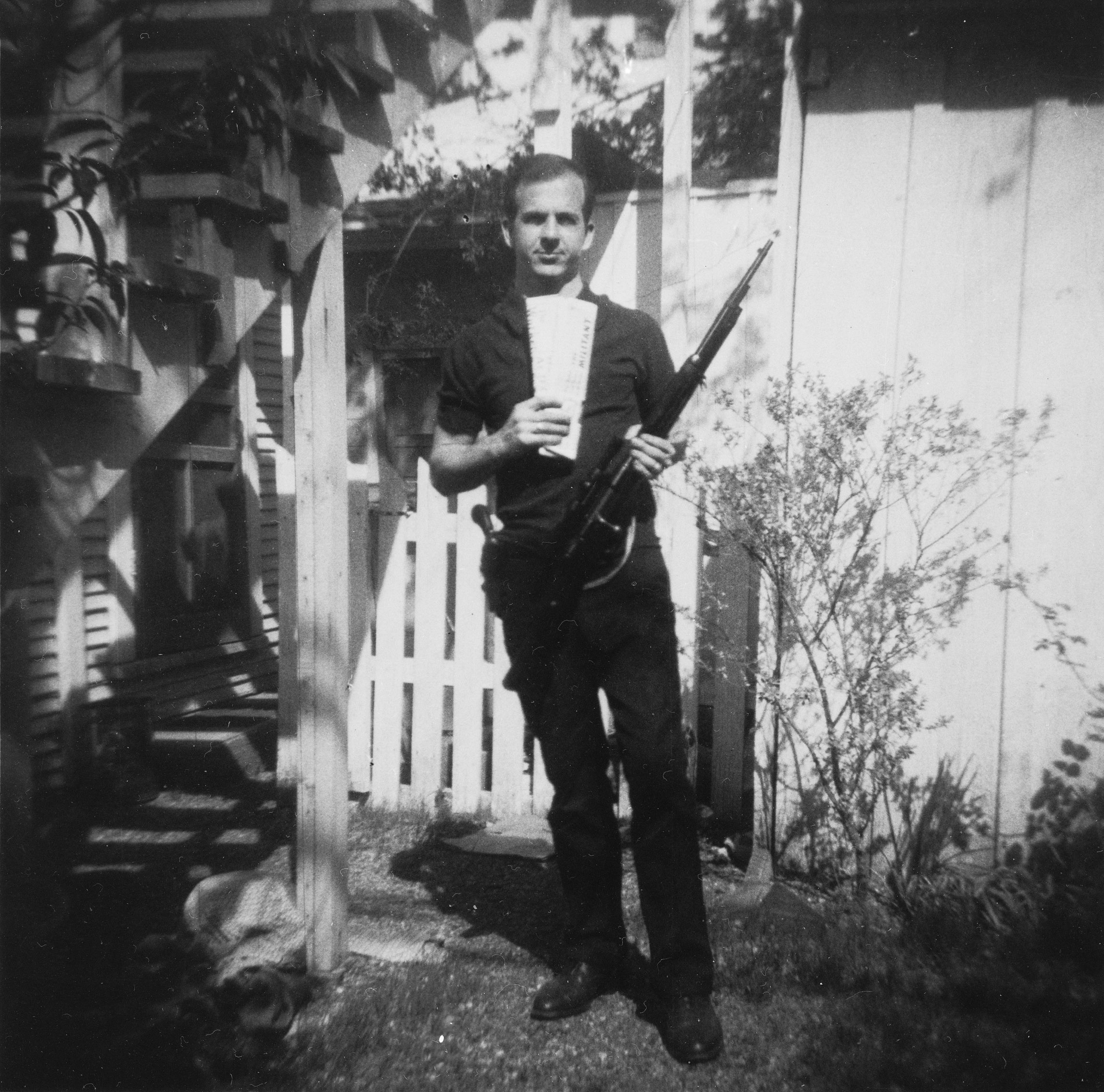
マリーナが自宅前で夫リーを撮影したもの（1963年3月）。ケネディ暗殺事件後、彼の政治的背景を示す写真として大々的に用いられる

1963年1月、オズワルドは通販でスミス&ウェッソン社製の38口径回転式拳銃（リボルバー）を購入し、続く3月には、マンリッヒャー＝カルカノのライフル（カルカノ）を購入した。マリーナが後にウォーレン委員会で証言したところによると、この月遅く、夫が黒い服を着てカルカノのライフルを持ち、ザ・ミリタント紙の記事（エドウィン・ウォーカー元将軍を「ファシスト」とこき下ろす内容）を片手に写る写真を撮影したのだという。これらの写真はオズワルドの「裏庭の写真」"backyard photos" として広く知られるようになるが、陰謀論者には写真がフェイクだと主張する者もいる。一連の写真は後にペイン家のガレージで発見されたが、1枚だけはこれよりも前にジョージ・ド・モーレンシルトの手に渡っていた。ド・モーレンシルトに渡された写真は、オズワルド直筆でサインが入れられ、「ファシストの狩人、ははは！！！」"Hunter of Fascists, Ha-Ha-Ha!!!" という文章を、マリーナがロシア語に翻訳したものが書き込まれた。
1963年4月、マリーナは娘と共にルース・ペインの家へと移る（ペインは夫のマイケルと別れたばかりだった）。オズワルドはダラスで別室を賃借し、1963年の夏には一時期ニューオーリンズへと移っている。彼は10月初めにダラスへ戻り、その後ダラス近郊のオーク・クリフにある下宿の一室へ引っ越した。ペインが隣人からテキサス教科書倉庫での勤め口を聞きつけ、オズワルドは1963年10月16日から、整頓業務に当たるようになる。10月20日には、オズワルド夫妻の次女となるオードリー・マリーナ・レイチェル・オズワルド (Audrey Marina Rachel Oswald) が生まれた。オズワルドは平日オーク・クリフで暮らし、週末になるとアービングにあったペインの自宅にやってきては妻と過ごしていた。この生活はオズワルドがケネディ暗殺犯として逮捕されるまで続いた。

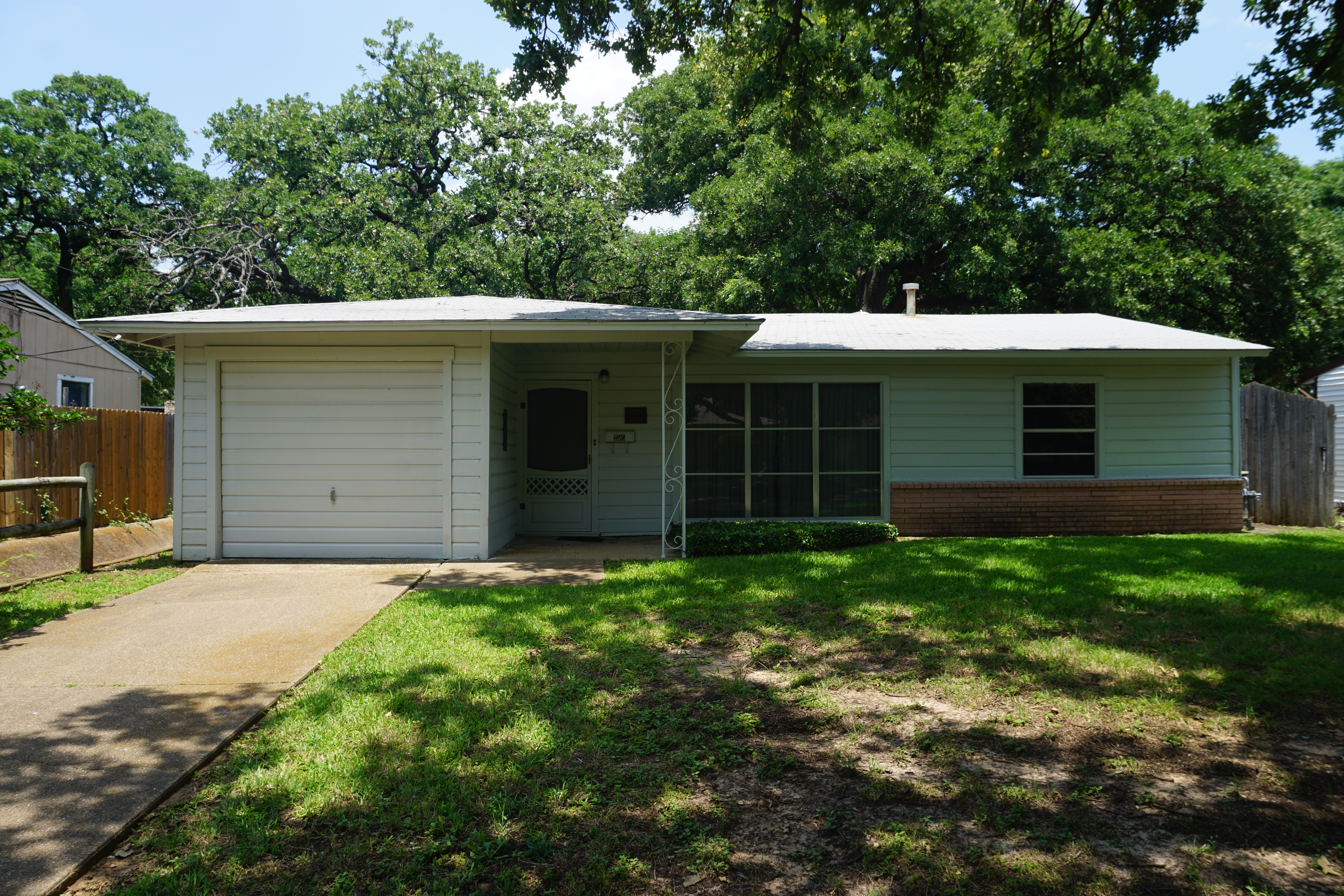
ルース・ペインの家（2019年6月撮影）。現在は博物館
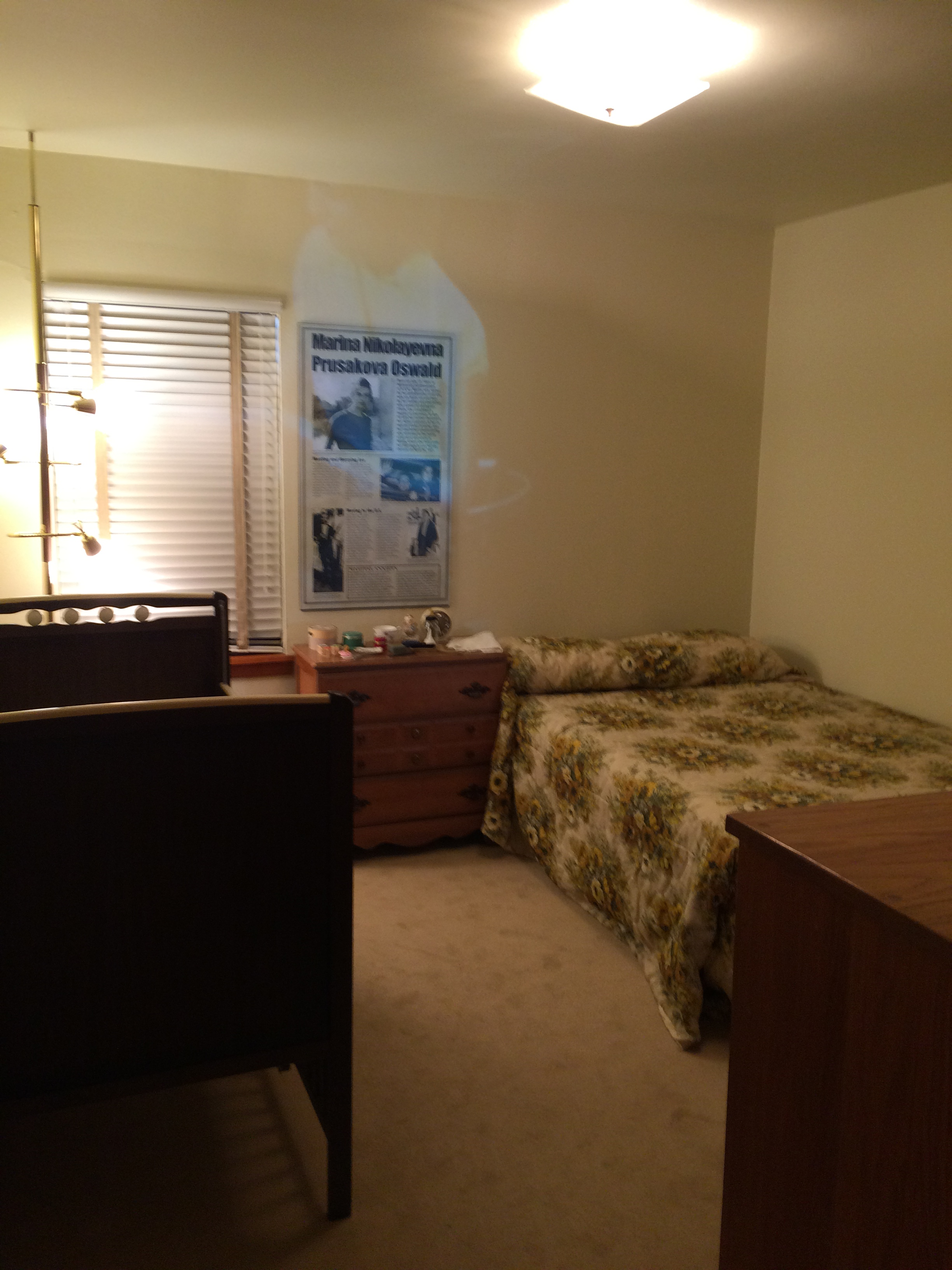
当時マリーナが過ごしていた客室
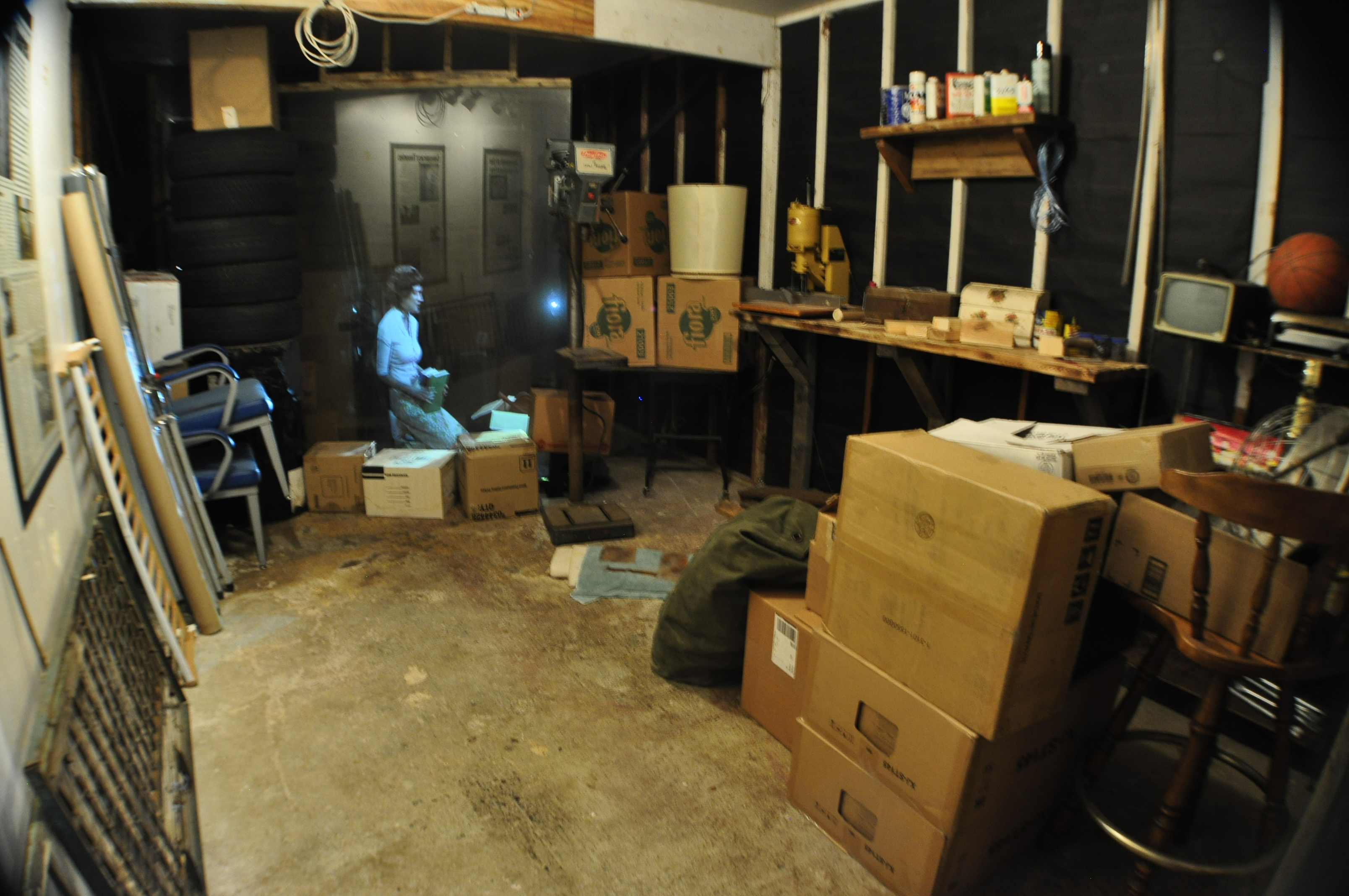
後に写真が見つかったガレージ

## ケネディ大統領暗殺事件
彼女はメディアの報道でケネディ大統領暗殺の一報を知り、その後同じようにして夫の逮捕も知ることになる。同じ日の昼、ダラス警察の刑事がペイン家を訪れ、マリーナへ夫がライフルを持っていたかどうか訊ねた。彼女は、夫がブランケットで包んでライフルを保管していたはずのガレージをジェスチャーで指し示したが、ライフルは見つからなかった。マリーナはその後、ペイン家とダラス警察本部で尋問を受け、ケネディ大統領暗殺と、ダラス警察の警官J・D・ティピットの死に、夫が関与していたかどうか訊ねられた。
ケネディ大統領暗殺から2日後、ダラス警察から郡刑務所に移送予定だった夫のオズワルドが、ジャック・ルビーに射殺される。マリーナは22歳で未亡人となった。ケネディ大統領暗殺事件、引き続く夫の逮捕後、マリーナはウォーレン委員会前の証言を終えるまでアメリカ合衆国シークレットサービスの警護を受けた。彼女は委員会前に全4回の証言を行っている。マリーナの証人としての信用性については、ウォーレン委員会の最中も幾度となく疑問符が付けられたが、中でもエドウィン・ウォーカー元将軍暗殺未遂事件に関する証言、そして夫がリチャード・ニクソンの暗殺を計画していたという主張では、証言の信用性が特に議論された。将軍暗殺未遂は物的証拠によって信ぴょう性は裏付けられている。ニクソン計画は実行されなかったが、この日ニクソンはダラスに来ていないので、別のターゲットがいたのではないかと考えられている。マリーナは証言の中で、夫の有罪を確信していると述べ、1978年にアメリカ合衆国下院暗殺調査委員会が開かれるまで、同様の意見を繰り返し述べていた。

## 暗殺事件後
ケネディ大統領暗殺事件後も、当初マリーナはダラスへ留まった。ウィリアム・マンチェスターの『ザ・デス・オブ・プレジデント』（原題、意味は「大統領の死」、"The Death of a President"）では次のように綴られている。
オズワルドの死から2年後、彼女はケネス・ジェス・ポーター (Kenneth Jess Porter) と再婚し、息子を儲けている。ポーターは2度の離婚歴があるドラッグレーサーで、結婚の11週後には監獄行きとなっている。彼女は夫の家庭内暴力を訴えたが、治安判事が「ふたりのよりを戻した」("reunited them") という。1970年代半ば、彼女はロックウォール (テキサス州)へ転居した。1989年にはアメリカ合衆国の市民権を取得した。ケネディ暗殺にまつわる多くのドキュメンタリーで彼女の名前に言及される。当初こそ夫の有罪を確信していたものの、マリーナは次第にケネディ暗殺に関してオズワルドは無罪だと考えるようになったという。2013年にはオズワルドが付けていた結婚指輪をオークションへ出品し、108,000ドルで落札された。

## ポップ・カルチャーにて
- オリバー・ストーン監督の映画『JFK』ではベアタ・ポズニアック（英語版）が演じた[19]。
- 1993年の映画『暗殺調書（英語版）』ではヘレナ・ボナム＝カーターが演じた[20]。
- スティーヴン・キングが2011年に発表した小説『11/22/63（英語版）』では、ケネディ暗殺を阻止するためタイムトラベルした男の話が描かれ、物語化されたマリーナが登場した[21]。この作品を基にしたテレビシリーズでは、ルーシー・フライ（英語版）が彼女を演じた。
- 2013年のテレビ映画『ケネディ大統領を殺した男（英語版）』は、ビル・オライリーとマーティン・デュガード（英語版）による同名作品を基にしている。マリーナ役はミシェル・トラクテンバーグであった[22]。
- 『タイムマシーンにお願い』シーズン5では、ナターシャ・パヴロヴィッチ (Natasha Pavlovich) 演じるマリーナが登場した。